# Măgurele (okręg Bistrița-Năsăud)
Măgurele – wieś w Rumunii, w okręgu Bistrița-Năsăud, w gminie Mărișelu. W 2011 roku liczyła 249 mieszkańców.